# Annemarie König
Annemarie König (* 30. Juli 1980) ist eine österreichische Sängerin, Posaunistin, Bassistin, Gitarristin, Komponistin und Fitness-Trainerin.

## Leben
König wuchs auf einem Bauernhof in der Gemeinde Gaal im Bezirk Murtal in der Steiermark zusammen mit ihren drei Schwestern bei ihren Eltern und Großeltern auf. Nach der Volksschule in Gaal und der Hauptschule Seckau besuchte sie die Haushaltungsschule in Fohnsdorf. In der Volksschulzeit erlernte sie – inspiriert durch die musikalischen Aktivitäten ihres Vaters – das Akkordeon und musizierte mit ihren Schwestern bei diversen Anlässen. Im Alter von zwölf Jahren trat sie gemeinsam mit Freundinnen als Tanzgruppe bei Veranstaltungen in der näheren Umgebung auf und sammelte so erste Bühnenerfahrung. 1995 begann sie eine Lehre als Tapeziererin, wurde durch die dabei gesammelten Erfahrungen eigenen Berichten zufolge für ihr weiteres Leben nachhaltig geprägt. Im Jahr 2002 absolvierte sie eine zusätzliche Ausbildung im Fitnessbereich und jobbte neben ihrem eigentlichen Beruf als Trainerin und Choreographin. Seit 2011 ist sie parallel als Zumba-, Aqua-Zumba- und Kinder-Zumba-Trainerin aktiv und schätzt die Arbeit mit Kindern vor allem aufgrund deren besonderer Ehrlichkeit.

## Musikalische Laufbahn
Einige Zeit spielte sie im Musikverein Gaal Zugposaune und kam kurze Zeit später durch Zufall zu ihrer ersten Band. König begann Songs aus unterschiedlichsten Musikrichtungen zu interpretieren und entwickelte so nach und nach ihren bekannten, unverwechselbaren Stil, der besonders auch in ihren Eigenkompositionen vertreten ist. In ihren im steirischen Dialekt gesungenen Liedern verarbeitet sie persönliche Erfahrungen und Erlebnisse positiver und negativer Art. Im Jahr 2009 lernte Annemarie König ihren späteren Produzenten, den Musiker und Songwriter Johann Schwarzinger kennen, in dessen Studio die ersten fünf Singles, sowie auch ihr am 13. Juli 2013 in Spielberg präsentiertes Debütalbum produziert wurden. Die Single 'Sansibar' erreichte im Juni und Juli 2013 zahlreiche Top-Platzierungen, sowie Nummer 1 Positionen in den wichtigsten nationalen Download-Charts wie etwa iTunes, und folgte damit der im Frühjahr 2013 ebenfalls sehr erfolgreichen Single 'Da Wind' nach, die ebenfalls in den Top-40 der österreichischen iTunes-Charts war. Annemarie König hat einen besonderen Bezug zur Natur, sowie zu ihrer Heimatregion, was unter anderem in ihren Musikvideos erkennbar ist. Auf der für 2013 und 2014 geplanten Konzerttour wird König mit Band auftreten, in der unter anderen der Schlagzeuger Ernst Grieshofer und der Gitarrist Enzo Sutera vertreten sein werden. 

## Diskografie
Singles
- 2010: An ganz’n Sommer lang
- 2011: Da Wind
- 2011: Kann des sein
- 2011: Nur du
- 2013: Sansibar